# Drum național 11B
Der Drum național 11B (rumänisch für „Nationalstraße 11B“, kurz DN11B) ist eine Hauptstraße in Rumänien.

## Verlauf
Die Straße zweigt in Târgu Secuiesc nach Norden vom Drum național 11 (Europastraße 574) ab und führt durch die Munții Bodocului in den Ostkarpaten in das Tal des Olt, wo sie in dem Dorf Cozmeni am Drum național 12 endet.
Die Länge der Straße beträgt rund 40 Kilometer.